# Duguetia restingae
Duguetia restingae är en kirimojaväxtart som beskrevs av Paulus Johannes Maria Maas. Duguetia restingae ingår i släktet Duguetia och familjen kirimojaväxter. Inga underarter finns listade i Catalogue of Life.